# Pascal Maran
Pascal Maran (né le 21 mars 1967 à Schoelcher) est un athlète français, spécialiste du 400 mètres haies.

## Biographie
Pascal Maran se révèle lors des championnats du monde juniors de 1986, à Athènes, en remportant la médaille de bronze du 400 mètres haies. Il est médaillé d'argent du relais 4 × 400 m lors des Jeux de la Francophonie de 1989.
Il est sacré champion de France du 400 m haies en 1997 à Fort-de-France.
Il participe aux championnats du monde d'athlétisme 1997 mais ne franchit pas le cap des séries. Contrôlé positif à l'éphédrine lors de cette compétition, il ne reçoit qu'un avertissement public de la part de la Fédération internationale.